# Albert Sprott
Albert Sprott (Albert Bryan „Pesky“ Sprott; * 7. August 1897 in San Diego; † 19. Dezember 1951 in Antioch, Kalifornien) war ein US-amerikanischer Mittelstreckenläufer, der sich auf die 800-Meter-Distanz spezialisiert hatte.
Bei den Olympischen Spielen 1920 in Antwerpen wurde er Sechster in 1:56,4 min.
Seine persönliche Bestzeit über 880 Yards von 1:54,4 min (entspricht 1:53,7 min über 800 m) stellte er am 5. Juni 1920 in Ann Arbor auf.